# Пак Кын Хе
Пак Кын Хе (кор. 박근혜?, 朴槿惠?; род. 2 февраля 1952, Тэгу, Южная Корея) — южнокорейский политический и государственный деятель. Президент Республики Корея (2013—2017).
Дочь Пак Чон Хи, президента Южной Кореи в 1963—1979 годах. Лидер партии Сэнури в 2004—2006 и 2011—2012 годах.
Избрана президентом Республики Корея на выборах 2012 года, вступила в должность 25 февраля 2013 года. Президентские полномочия были приостановлены в результате голосования по процедуре импичмента, состоявшегося 9 декабря 2016 года в парламенте Южной Кореи. 10 марта 2017 года Конституционный суд Южной Кореи единогласно утвердил импичмент, после чего полномочия президента были прекращены. 30 марта 2017 года арестована по обвинению во взяточничестве, злоупотреблении властью, а также передаче секретной информации людям, не являвшимся госслужащими. 6 апреля 2018 года приговорена судом первой инстанции к 24 годам тюрьмы и штрафу в 18 миллиардов вон. Впоследствии, в ходе повторного рассмотрения дела, срок был увеличен до 25 лет, а штраф — до 20 млрд вон. В январе 2021 года Верховный суд страны оставил в силе 20-летний тюремный срок, назначенный при пересмотре дела летом 2020 года, однако в декабре 2021 года президент Южной Кореи Мун Чжэ Ин помиловал Пак Кын Хе.

## Биография

### Детство и юность
Родилась 2 февраля 1952 года в Тэгу, была первым ребёнком от брака будущего президента Пак Чон Хи (1917—1979) и Юк Ён Су (1925—1974), впоследствии в семье Пак Чон Хи родились ещё сын, Пак Чи Ман, и дочь — Пак Се Ён. Пак Кын Хе окончила в 1970 году среднюю школу в Сеуле, после чего получила степень бакалавра по специальности инженер-электроник в сеульском университете Соган в 1974 году. Впоследствии Пак Кын Хе получила степень honoris causa от тайваньского Университета китайской культуры в 1987 году, Корейского ведущего научно-технического института KAIST в 2008 году и университета Соган в 2010 году.
После покушения на Пак Чон Хи 15 августа 1974 года, во время которого сам президент не пострадал, но была смертельно ранена и вскоре скончалась его жена Юк Ён Су, овдовевший Пак Чон Хи больше не вступал в брак, и роль «первой леди» страны неофициально перешла к его старшей дочери Пак Кын Хе. Это продолжалось до 26 октября 1979 года, когда Пак Чон Хи был убит директором Национального агентства разведки Ким Дже Гю.
В 1981 году Пак Кын Хе училась в пресвитерианском колледже и духовной семинарии, где изучала христианство в течение одного семестра, после чего посвятила себя политической карьере. Замужем не была, детей нет.

### Политическая карьера
В 1998 году на довыборах в Национальное собрание (парламент) Южной Кореи Пак Кын Хе была избрана депутатом парламента от Партии великой страны (ПВС) по одному из округов Тэгу. После этого, в период до 2008 года, Пак Кын Хе трижды избиралась в парламент по этому округу. Последний раз она была избрана в парламент в 2008 году, срок действия её депутатских полномочий истёк в апреле 2012 года, после чего она объявила, что больше не будет баллотироваться в парламент.
В 2004—2006 годах возглавляла Партию великой страны. В этот период представители ПВС выиграли более 40 выборов различных уровней, что многие политологи связывают исключительно с заслугами Пак Кын Хе, получившей неофициальный титул «Королева выборов».
В 2007 году Пак планировала выдвинуть свою кандидатуру в президенты страны, но на внутрипартийных выборах потерпела поражение от Ли Мён Бака, который впоследствии одержал победу на президентских выборах.
В 2011 году в связи с падением рейтинга популярности ПВС партия сформировала Чрезвычайный комитет и изменила название на Сэнури, что означает «Партия новых горизонтов». 19 декабря 2011 года Пак Кын Хе была назначена председателем Чрезвычайного Комитета, де-факто лидером партии. После этого на парламентских выборах 2012 года Сэнури одержала убедительную победу, что способствовало выдвижению Пак Кын Хе в качестве кандидатуры на президентских выборах 2012 года.

## Президентская кампания 2012 года

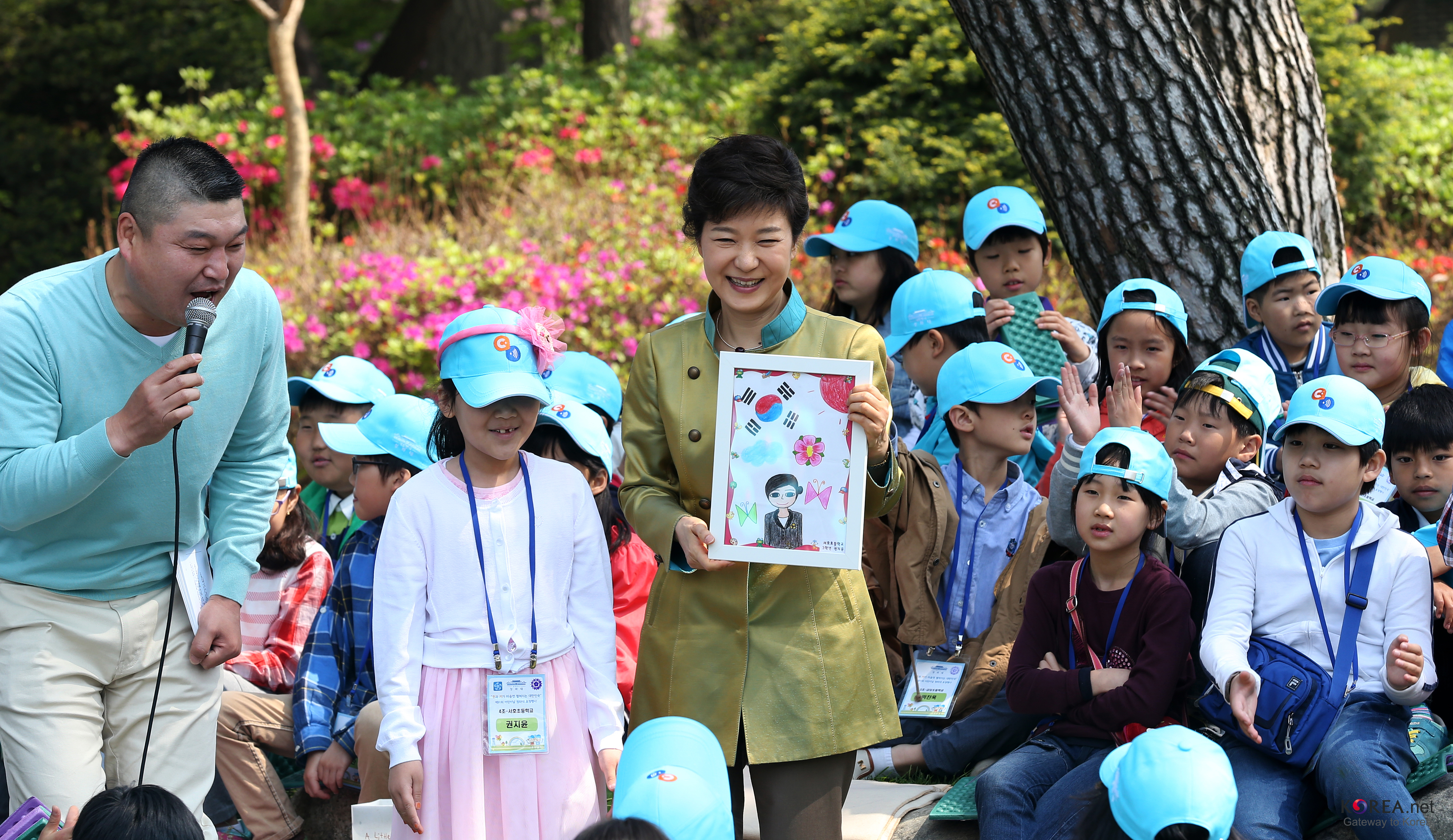
Пак Кын Хе на праздновании Всемирного дня ребёнка

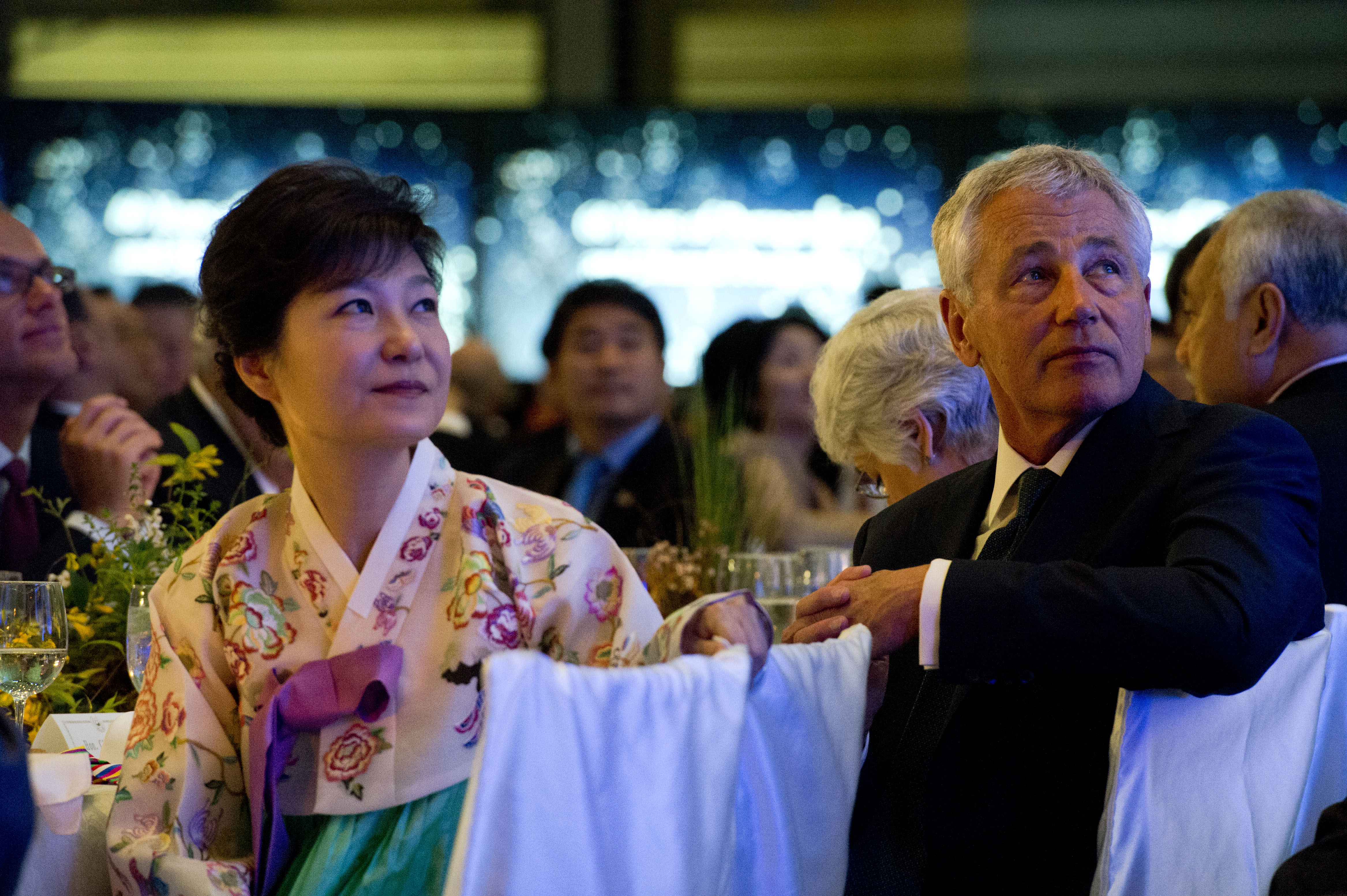
В мае 2013 года Пак посетила Вашингтон

На парламентских выборах 2012 года Пак Кын Хе привела партию Сэнури к убедительной победе: партия получила большинство в парламенте (152 места из 300). Это способствовало упрочению позиций Пак Кын Хе внутри партии как потенциального кандидата на президентских выборах.
Выборы кандидата в президенты от партии Сэнури состоялись 20 августа 2012 года. Пак Кын Хе победила своих конкурентов со значительным отрывом, получив 83,97 % голосов (86 589 из 103 118) и была избрана кандидатом в президенты от партии.
На выборах 19 декабря Пак Кын Хе набрала 51,55 % голосов избирателей и стала первой в истории Южной Кореи женщиной-президентом.
В октябре 2016 года Пак Кын Хе высказалась за внесение изменений в конституцию страны для продления срока полномочий главы государства. Сейчас в Южной Корее разрешён лишь один пятилетний срок.

## Политический скандал 2016 года
В октябре 2016 года выяснилось, что на протяжении всего правления президент Пак Кын Хе находилась под влиянием близких друзей, которые во многих случаях диктовали ей важные политические решения и имели доступ к секретным документам. В Корее давно ходили слухи о том, что президент игнорирует мнение членов администрации и экспертов, советуясь с какими-то малоизвестными людьми.
Среди них подруга юности — Чхве Сун Силь, с которой они дружат с 1970-х годов. Её отец Чхве Тхэ Мин был женат шесть раз (она — дочь от пятой жены), семь раз менял имена, занимался достаточно подозрительным религиозным бизнесом, основав собственную церковь «Ёнсегё», исповедующую смесь христианства и традиционного корейского шаманизма. Пак Кын Хе ещё с юности тесно связана с этой сектой, чем и объясняется готовность слушаться подругу во всём. Видимо, именно под влиянием Чхве было принято решение о закрытии промышленного региона Кэсон и полном прекращении экономического сотрудничества с КНДР. Два фонда Чхве Сун Силь активно получали пожертвования от крупных фирм — формально на развитие спорта и пропаганду корейской массовой культуры за рубежом, а на самом деле деньги уходили в карман руководства.
Когда скандальной ситуацией заинтересовались СМИ, был найден выброшенный электронный планшет секретариата Чхве Сун Силь, где содержались многочисленные конфиденциальные документы, которые Пак Кын Хе передавала подруге для ознакомления и редактирования, а также собственно список странных личностей, входивших в ближний круг президента, среди которых шаманки, гадалки, сектанты и жиголо.
На улицах Сеула и других городов стали проходить многотысячные митинги с требованием отставки президента. После этого Пак Кын Хе выступила с заявлением, признав нарушения и извинившись перед нацией, а Чхве Сун Силь была арестована. Рейтинг президента с 33 % упал до 5 %, что стало самым низким показателем за всю историю Южной Кореи. В парламенте началось обсуждение импичмента.

### Импичмент
29 ноября 2016 года Пак Кын Хе обратилась к парламенту Южной Кореи с просьбой отправить её в отставку с должности президента, однако оппозиция раскритиковала это обращение, назвав попыткой избежать импичмента.
Для прекращения полномочий Пак Кын Хе за импичмент должны проголосовать 200 из 300 членов парламента. У оппозиции и независимых депутатов, выступающих против Пак Кын Хе, 172 голоса с возможностью набрать недостающие голоса, если к ним присоединятся недовольные представители правящей партии. Без импичмента прокуратура Южной Кореи не смогла бы выдвинуть Пак Кын Хе обвинения из-за её юридического иммунитета.
9 декабря 2016 года парламент Республики Корея проголосовал за импичмент президента. За отстранение Пак Кын Хе от власти проголосовали 234 депутата, 56 — против, ещё 2 воздержались. 7 бюллетеней признаны недействительными. 10 марта 2017 года Конституционный суд Южной Кореи утвердил импичмент единогласным решением восьми судей, в результате чего полномочия президента были прекращены.

## Уголовное дело

### Арест
30 марта 2017 года по решению суда Сеула Пак Кын Хе была арестована полицией. Причиной ареста послужили обвинения уголовного характера, выдвинутые против неё в ходе процедуры импичмента (коррупция, злоупотребление властью, незаконное давление на бизнес и разглашение государственных секретов Южной Кореи), которым дан ход в связи с утратой Пак политического иммунитета.

### Обвинения
17 апреля 2017 года прокуратура выдвинула обвинения Пак Кын Хе во взяточничестве, по этому делу с ней вместе находился и руководитель Lotte Group Син Дон Бин, который позже получил тюремный срок в 30 месяцев. Пак Кын Хе по советам подруги Чхве Сун Силь (которую арестовали ранее) хотела получить взятку от компании Lotte Group 7 млрд вон (6 млн долларов).
23 мая на первом судебном заседании Пак Кын Хе отвергла все 14 выдвинутых обвинений против неё.
28 июня Министерство государственной безопасности и Центральная прокуратура КНДР в совместном заявлении заявили, что Северная Корея заочно вынесла смертный приговор экс-президенту Республики Корея Пак Кын Хе и главе южнокорейской разведки Ли Бен Хо за подготовку к покушению на лидера КНДР Ким Чен Ына.
27 февраля 2018 года центральная прокуратура округа Сеул потребовала приговорить Пак Кын Хе к 30 годам лишения свободы и штрафу в размере 118 миллиардов 500 миллионов вон (105.7 млн $) по обвинению во взяточничестве, превышении должностных полномочий и вымогательстве.

### Суд
6 апреля 2018 года Центральный окружной суд Сеула приговорил Пак Кын Хе к 24 годам тюрьмы и штрафу в размере 16,8 млн долларов США (обвинения: коррупция и злоупотребления полномочиями в бытность президентом).
20 июля 2018 года суд признал её виновной в растрате государственных средств и вмешательстве в парламентские выборы 2016 года, тем самым приговорив к ещё восьми годам лишения свободы. Общий тюремный срок Пак стал равен 32 годам.
В августе 2018 года апелляционный суд Сеула изменил срок наказания. В итоге Пак Кын Хе приговорена к 25 годам тюрьмы и штрафу в $17,8 млн.

#### Повторное судебное разбирательство
В июле 2020 года апелляционный суд сократил срок тюремного заключения Пак до 20 лет после повторного судебного разбирательства с учётом того, что она «получила небольшую личную выгоду» от своих преступлений. Также с Пак были сняты обвинения в предполагаемом вымогательстве со стороны конгломератов, плативших пожертвования в фонды Чхве Сун Силь. В январе 2021 года Верховный суд Республики Кореи оставил в силе 20-летний тюремный срок, положив конец судебному процессу, однако в декабре 2021 года президент Южной Кореи Мун Чжэ Ин помиловал Пак Кын Хе.

## Личная жизнь
В браке не состоит, детей не имеет.

## Публикации

### Книги
- 절망은 나를 단련시키고 희망은 나를 움직인다 (неопр.). — Wisdom House, July 2007. — ISBN 89-6086-033-6.
- 나의 어머니 육영수 (рус. Моя мама Юк Ён Су) (неопр.). — People&People, January 2001. — ISBN 89-85541-54-4.
- 결국 한 줌, 결국 한 점 (неопр.). — Busan Ilbo Books, October 1998. — ISBN 89-87236-25-0.
- 고난을 벗 삼아 진실을 등대삼아 (неопр.). — Busan Ilbo Books, October 1998. — ISBN 89-87236-24-2.
- 내 마음의 여정 (неопр.). — Hansol Media, May 1995. — ISBN 89-85656-50-3.
- 평범한 가정에 태어났더라면 (неопр.). — Nam Song, November 1993. — ISBN 2001044000207.

### Статьи
- A New Kind of Korea: Building Trust Between Seoul and Pyongyang. Foreign Affairs. September/October 2011. Дата обращения: 2015-12-04. {{cite news}}: Проверьте значение даты: |date= (справка)